# Xã Dollymount, Quận Traverse, Minnesota
Xã Dollymount (tiếng Anh: Dollymount Township) là một xã thuộc quận Traverse, tiểu bang Minnesota, Hoa Kỳ. Năm 2010, dân số của xã này là 77 người.